# Kodeks Tischendorfa II
Kodeks Tischendorfa II (Gregory-Aland no. 081 oraz 0285),  α 1023 (von Soden) – grecki kodeks uncjalny Nowego Testamentu na pergaminie, paleograficznie datowany na VI wiek. Część rękopisu przechowywana jest w Rosyjskiej Bibliotece Narodowej (Gr. 9) w Petersburgu. W roku 1975 odkryto inne partie tego kodeksu na Synaju. Rękopis jest wykorzystywany w krytycznych wydaniach Novum Testamentum Graece.

## Opis
Konstantin von Tischendorf odkrył jedynie 2 pergaminowe karty rękopisu z tekstem 2. Listu do Koryntian (1,20–2,12). Karty mają rozmiary 28 cm na 23 cm. U dołu karty doklejony został papierowy fragment z arabskim tekstem.
Tekst pisany jest dwiema kolumnami na stronę, 18 linijek w kolumnie, wielką uncjałą. Inicjały są wielkie i wychodzą poza margines. Według oceny Tischendorfa uncjała jest elegancka.
Skryba stosował przydechy i akcenty, lecz nieregularnie (według Tischendorfa nie stosował). Występuje iota subscriptum, nomina sacra pisane są skrótami (ΘΩ, ΧΝ, ΠΝΣ), tekst stosuje daerezę (Ϊ oraz Ϋ) na początku słów.
Odkryte w 1975 roku nowe partie rękopisu zawierają następujące partie Listów Pawła: Rz 5–14; 1 Kor 4–14; 2 Kor 1–7; Ef 3–5; 1 Tm 1; Hbr 8–13; Flp 3–4.

## Tekst
Grecki tekst kodeksu przekazuje tekst aleksandryjski, Kurt Aland zaklasyfikował go do kategorii II. Według oceny Tischendorfa tekst 081 jest zasadniczo zgodny z kodeksami A, B, C, F oraz G.
Warianty uwzględnione przez NA26
Po lewej strony klamry tekst 26 wydania Nestle-Alanda (NA26), po prawej stronie klamry wariant kodeksu 081.
2 Kor 1,22 – 081 jest zgodny z NA26 i przekazuje wariant ο και σφραγισαμενος, kodeksy 01, 02, 04, 018, 025, 044, 33, 81, 365, 630 przekazują wariant bez rodzajnika ο
2 Kor 2,1 – εκρινα γαρ ] εκρινα δε γαρ
2 Kor 2,2 – τις ο ευφραινων ] τις εστιν ο ευφραινων.

## Historia
Przypuszcza się, że rękopis mógł powstać w Syrii. Tischendorf, odkrywca kodeksu, wyznaczył jego datę na VI wiek. Datę tę podtrzymał Eduard de Muralt, Caspar René Gregory, Aland i inni badacze. W ten sam sposób datuje dziś rękopis INTF.
Kodeks został odkryty przez Tischendorfa w 1859, podczas jego trzeciej wyprawy na Synaj. Tischendorf przywiózł go do wraz z innymi rękopisami (m.in. Kodeksem Synajskim). Rękopis przechowywany jest odtąd w Rosyjskiej Bibliotece Narodowej (Gr. 9) w Petersburgu.
Tischendorf sporządził pierwszy opis kodeksu w 1860 roku. Następny opis rękopisu sporządził Eduard de Muralt w 1864 roku. Gregory w 1908 roku dał mu siglum 081. Kodeks badali również Kurt Treu i Pasquale Orsini.
W 1975 roku, podczas prac restauracyjnych na Synaju, pod północnym murem klasztoru znaleziono 47 skrzyń z ikonami i pergaminami, a wśród nich 20 kart kodeksu zawierającego pewne partie Listów Pawła oraz 1 Listu Piotra. Oznaczono je numerem 0285 na liście rękopisów uncjalnych greckiego Nowego Testamentu. Później okazało się, że należały do tego samego kodeksu co 081. Tę partię kodeksu opisał Linos Politis. W 1998 roku Panagiotis Nicolopoulos dokonał transkrypcji tekstu i opublikował fotografię jednej strony kodeksu spośród kart znalezionych na Synaju. Ta partia rękopisu przechowywana jest w bibliotece klasztornej na Synaju (N.E. ΜΓ 70).
Rękopis jest wykorzystywany w krytycznych wydaniach greckiego Nowego Testamentu. W 26. wydaniu Nestle-Alanda cytowany jest 081, 27. i 28. wydania cytują 0285. Od 27. wydania 081 i 0285 traktowane są jako ten sam rękopis.